# Festung Thyborøn

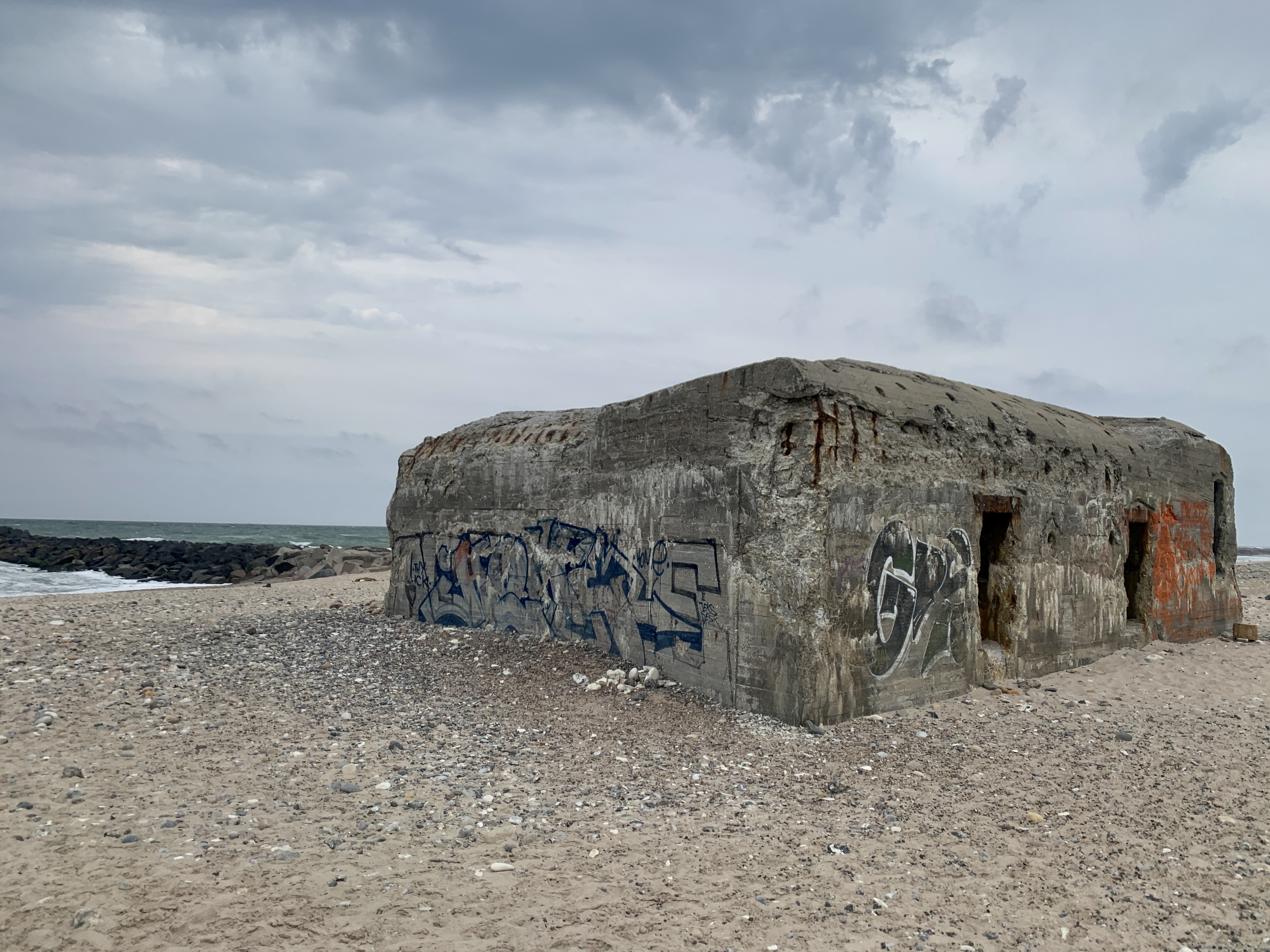
Ein am Strand gelegener Bunker der Festung Thyborøn (2022)

Die Festung Thyborøn bildete während des Zweiten Weltkriegs einen über 100 Bunker umfassenden Teilabschnitt des Atlantikwalls an der Westküste Dänemarks. Die Festung gilt als eine der größten und wichtigsten Bunkeranlagen der dänischen Westküste.
Nach der Besetzung Dänemarks durch die deutsche Wehrmacht im April 1940 wurde die Festungsanlage entlang des Fischerorts Thyborøn errichtet. Dem kleinen Ort kam während des Kriegs eine strategisch wichtige Bedeutung zu, da Thyborøn den Zugang zum Limfjord sicherte und kontrollierte.
Die Festung Thyborøn wurde zwischen den Jahren 1943 und 1944 unter Aufsicht deutscher Besatzer von dänischen Arbeitern errichtet. Die Anlage umfasste insgesamt 66 große und 40 kleine Betonbunker. Die Bunker dienten unter anderem als Schlafunterkünfte, Radarstationen, Depots und Beobachtungsposten sowie zur Luftabwehr. Zur weiteren Sicherung der Festungsanlage wurden vor der Nordseeküste Thyborøns und entlang der Einfahrt zum Limfjord zahlreiche Seeminen verlegt. Diese Sprengsätze wurden nach dem Ende des Zweiten Weltkriegs entfernt, wobei etwa 150 Deutsche und einige Dänen ums Leben kamen. Einige der insgesamt 106 Bunker sind bis heute erhalten, die meisten sind jedoch mittlerweile im Meer oder Sand versunken. Einer der Bunker wurde restauriert und beherbergt heute ein Küstencenter.
Neben ihrer Größe zeichnete sich die Festungsanlage Thyborøn auch durch ihre außergewöhnliche Architektur aus: Viele der Bunker wurden als Tarnbunker gebaut, die sich jedoch nicht wie üblich an die umliegende Natur, sondern stattdessen an die Ortschaft anpassten. Dazu wurden die Bunker als vermeintlich normale Ortshäuser getarnt und mit Dachziegeln, Schornsteinen und aufgemalten Fenstern versehen. So ähnelten sie je nach Gestaltung zum Beispiel Bauern- und Dünenhöfen, Wohnhäusern, Fabriken oder Ferienhäusern. Der Architekt dieser für eine Bunkeranlage einzigartigen Tarnung war der junge Student Poul Morell Nielsen, der besser bekannt ist als der Schildkrötenspion. Nielsen arbeitete für die deutschen Besatzer und entwarf für sie die Tarnungsmöglichkeiten. Zugleich kopierte er sämtliche Pläne und leitete sie an den dänischen Widerstand und die Engländer weiter. Seine Spionagetätigkeit wird als die sorgfältigste und genaueste militärische Spionagetätigkeit des Zweiten Weltkriegs in Europa angesehen und legte einen wichtigen Grundstein dafür, dass die Festung Thyborøn heute als einer der am besten erforschten Abschnitte des Atlantikwalls gilt.